# Sign of the Times (песня Гарри Стайлза)
| Оценки критиков | Оценки критиков |
| Источник        | Оценка          |
| --------------- | --------------- |
| AllMusic        | Без рейтинга    |

«Sign of the Times» — дебютный сольный сингл британского певца и актёра Гарри Стайлза (члена группы One Direction), вышедший 7 апреля 2017 года. Песня возглавила хит-парады Австралии и Великобритании (UK Singles Chart).
В ноябре 2017 года журнал Rolling Stone назвал песню «Sign of the Times» лучшей среди всех песен, выпущенных за последний год..

## История
В песне сочетаются такие стили как поп-рок, софт-рок, фортепианная баллада, психоделический соул, инди-рок и спейс-рок.
Песня получила положительные отзывы музыкальных критиков и интернет-изданий: The Guardian, Rolling Stone, The Atlantic, The Telegraph, Spin. Журнал Billboard написал о влияние на стиль музыки таких исполнителей как Pink Floyd, David Bowie, Spacehog, Suede, Coldplay, The Beatles, Eric Carmen и Prince,.
Сингл возглавил чарт Великобритании, окончив 13-недельное лидерство Ed Sheeran's «Shape of You».
В США сингл дебютировал на позиции № 4 и стал первым для Стайлза сольным появлением в Hot 100 вслед за 29 вхождениями в составе группы One Direction (у этой группы было шесть хитов в лучшей десятке top-10 Hot 100, высшим достижением был хит «Best Song Ever»: № 2 в 2013 году).

## Музыкальное видео
Музыкальное видео выиграло British Artist Video of the Year на церемонии 2018 Brit Awards и Best Music Video на церемонии 2018 iHeartRadio Music Awards. Также видео получило две номинации 2017 MTV Video Music Awards в категориях Best Pop Video и  Best Visual Effects. Киев видеоклип просмотрели более 380 млн. раз на канале YouTube.

## Награды и номинации
| Год  | Организация                   | Награда                                                  | Ррезультат |
| ---- | ----------------------------- | -------------------------------------------------------- | ---------- |
| 2017 | Teen Choice Awards            | Choice Song: Male Artist — «Sign of the Times»           | Номинация  |
| 2017 | MTV Video Music Awards        | Best Pop Video — «Sign of the Times»                     | Номинация  |
| 2017 | MTV Video Music Awards        | Best Visual Effects — «Sign of the Times»                | Номинация  |
| 2017 | Meus Prêmios Nick             | Favorite International Hit — «Sign of the Times»         | Номинация  |
| 2017 | Meus Prêmios Nick             | Favorite International Music Video — «Sign of the Times» | Номинация  |
| 2018 | 2018 iHeartRadio Music Awards | Best Music Video — «Sign of the Times»                   | Победа     |
| 2018 | Brit Awards                   | British Artist Video of the Year — «Sign of the Times»   | Победа     |

## Кавер-версии
Норвежский диджей Kygo и британская певица Элли Голдинг исполнили кавер песни на BBC Radio 1 (Live Lounge). Американская поп-рок-группа Hanson исполнили кавер на KIIS 106.5. Paul Cardall сделал классический кавер. Alex Boyé представил 'африканизированный' оркестровый кавер. Американская актриса и певица Сабрина Карпентер исполнила кавер вместе с британской певицей Жасмин Томпсон. Американская инди-поп группа LANY в серии новых синглов на Spotify исполнила свой кавер «Sign of the Times».
14-летняя Данелия Тулешова (Казахстан) исполнила свою кавер-версию песни в августе 2020 года в 1\4 финала конкурса America’s Got Talent.

## Живые выступления
Гарри Стайлз 15 апреля 2017 года исполнил песню на шоу Saturday Night Livés 42nd season. 21 апреля 2017 года он выступил на шоу BBC’s The Graham Norton Show, что стало его первым сольным выступлением в Великобритании.

## Чарты
| Чарт (2017)                             | Высшая позиция |
| --------------------------------------- | -------------- |
| Аргентина (Monitor Latino)              | 10             |
| Австралия (ARIA)                        | 1              |
| Австрия (Ö3 Austria Top 40)             | 2              |
| Бельгия/Фландрия (Ultratop 50)          | 8              |
| Бельгия/Валлония (Ultratop 50)          | 4              |
| Бразилия (Hot 100, Billboard)           | 4              |
| Канада (Billboard Canadian Hot 100)     | 6              |
| Канада (Billboard AC)                   | 7              |
| Канада (Billboard CHR/Top 40)           | 14             |
| Канада (Billboard Hot AC)               | 6              |
| Колумбия (National-Report)              | 83             |
| Хорватия (HRT)                          | 1              |
| Чехия (Rádio — Top 100)                 | 9              |
| Чехия (Singles Digitál Top 100)         | 5              |
| Дания (Tracklisten)                     | 20             |
| Финляндия (Latauslista Download)        | 1              |
| Франция (SNEP)                          | 3              |
| Германия (GfK)                          | 20             |
| Венгрия (Rádiós Top 40)                 | 31             |
| Венгрия (Single Top 40)                 | 5              |
| Исландия (RÚV)                          | 2              |
| Италия (FIMI)                           | 9              |
| Латвия (Latvijas Top 40)                | 1              |
| Ливан (Lebanese Top 20)                 | 8              |
| Малайзия (RIM)                          | 14             |
| Мексика (Mexico Airplay, Billboard)     | 3              |
| Нидерланды (Dutch Top 40)               | 16             |
| Нидерланды (Single Top 100)             | 26             |
| Новая Зеландия (Recorded Music NZ)      | 6              |
| Норвегия (VG-lista)                     | 20             |
| Парагвай (Monitor Latino)               | 11             |
| Филиппины (Philippine Hot 100)          | 52             |
| Польша (Polish Airplay Top 100)         | 1              |
| Португалия (AFP)                        | 6              |
| Шотландия (OCC Scotland)                | 1              |
| Словакия (Rádio — Top 100)              | 5              |
| Словакия (Singles Digitál Top 100)      | 2              |
| Словения (SloTop50)                     | 15             |
| Испания (PROMUSICAE)                    | 4              |
| Швеция (Sverigetopplistan)              | 15             |
| Швейцария (Schweizer Hitparade)         | 4              |
| Великобритания (OCC UK Singles)         | 1              |
| Уругвай (Monitor Latino)                | 9              |
| США (Billboard Hot 100)                 | 4              |
| США (Billboard Adult Alternative Songs) | 25             |
| США (Billboard Adult Contemporary)      | 21             |
| США (Billboard Adult Pop Airplay)       | 12             |
| США (Billboard Pop Airplay)             | 12             |

## Сертификации
| Регион | Сертификация                        | Продажи    |
| --- | ----------------------------------- | ---------- |
| Австралия (ARIA) | 7× Платиновый                       | 490 000    |
| Австрия (IFPI Austria) | Платиновый                          | 30 000     |
| Бельгия (BEA) | Платиновый                          | 20 000     |
| Бразилия (ABPD) | 2× Бриллиантовый                    | 500 000    |
| Канада (Music Canada) | 4× Платиновый                       | 320 000    |
| Дания (IFPI Danmark) | Платиновый                          | 90 000     |
| Франция (SNEP) | Бриллиантовый                       | 333 333    |
| Германия (BVMI) | Платиновый                          | 400 000    |
| Италия (FIMI) | 2× Платиновый                       | 100 000    |
| Мексика (AMPROFON) | Бриллиантовый+3× Платиновый+Золотой | 510 000    |
| Новая Зеландия (RMNZ) | Золотой                             | 15 000     |
| Норвегия (IFPI Norway) | Платиновый                          | 60 000     |
| Польша (ZPAV) | 3× Платиновый                       | 150 000    |
| Португалия (AFP) | Золотой                             | 5000       |
| Испания (PROMUSICAE) | 2× Платиновый                       | 80 000     |
| Швейцария (IFPI Switzerland) | 2× Платиновый                       | 40 000     |
| Великобритания (BPI) | 2× Платиновый                       | 1 200 000  |
| США (RIAA) | 5× Платиновый                       | 5 000 000  |
| Стриминг |                                     |            |
| Швеция (GLF) | 2× Платиновый                       | 16 000 000 |
| Данные о продажах + прослушиваниях приведены только на основе сертификации. · Данные только о прослушиваниях приведены на основе сертификации. |                                     |            |